# Experience & Education
Experience & Education è il secondo album discografico in studio da solista del rapper statunitense Sadat X, pubblicato nel 2005.

## Tracce
1. God Is Back
2. What Did I Do?
3. The Daily News
4. Back to New York (feat. Agallah)
5. Come On Down (Remix) (feat. Money Boss Players)
6. The Great Diamond D (feat. Sean Price & Rock)
7. Interlude
8. (Experience) Why Don't You? (feat. Edo G)
9. Help Yourself
10. Have a Good Life
11. Creep (feat. Gina Vegas)
12. Ge-ology Beat (feat. Gina Vegas)
13. Shout (feat. Agallah)
14. Stack Up (feat. Agallah)
15. Shine (feat. Money Boss Players)
16. Outro (NY Fanfare)